# Johann Hinrich Angelbeck
Johann Hinrich Angelbeck (* 17. Februar 1833 in Cuxhaven; † 18. Oktober 1911 in Hamburg) war ein deutscher Klempnermeister und Politiker.

## Leben
Von 1883 bis 1892 gehörte Angelbeck der Hamburgischen Bürgerschaft an. Er war Mitglied der Fraktion Linkes Zentrum und außerdem Mitglied der Totenladendeputation.